# 独孤樟
獨孤樟（?—?），字號、籍贯皆不詳。唐朝狀元。 
唐憲宗元和十三年（818年）戊戌榜狀元，主考官是中書舍人庾承宣，同榜者還有宰相李程之子李廓等。餘事失考。